# Lucy-le-Bocage
Lucy-le-Bocage est une commune française située dans le département de l'Aisne, en région Hauts-de-France.

## Géographie

### Hydrographie
La commune est située dans le bassin Seine-Normandie. Elle est drainée par le ru de Vingt-Muids et le fossé 01 de la commune de Torcy-en-Vallois,,.
Le ru de Vingt-Muids, d'une longueur de 11 km, prend sa source dans la commune de Marigny-en-Orxois et se jette  dans divers bras du Clignon à Licy-Clignon, après avoir traversé six communes.

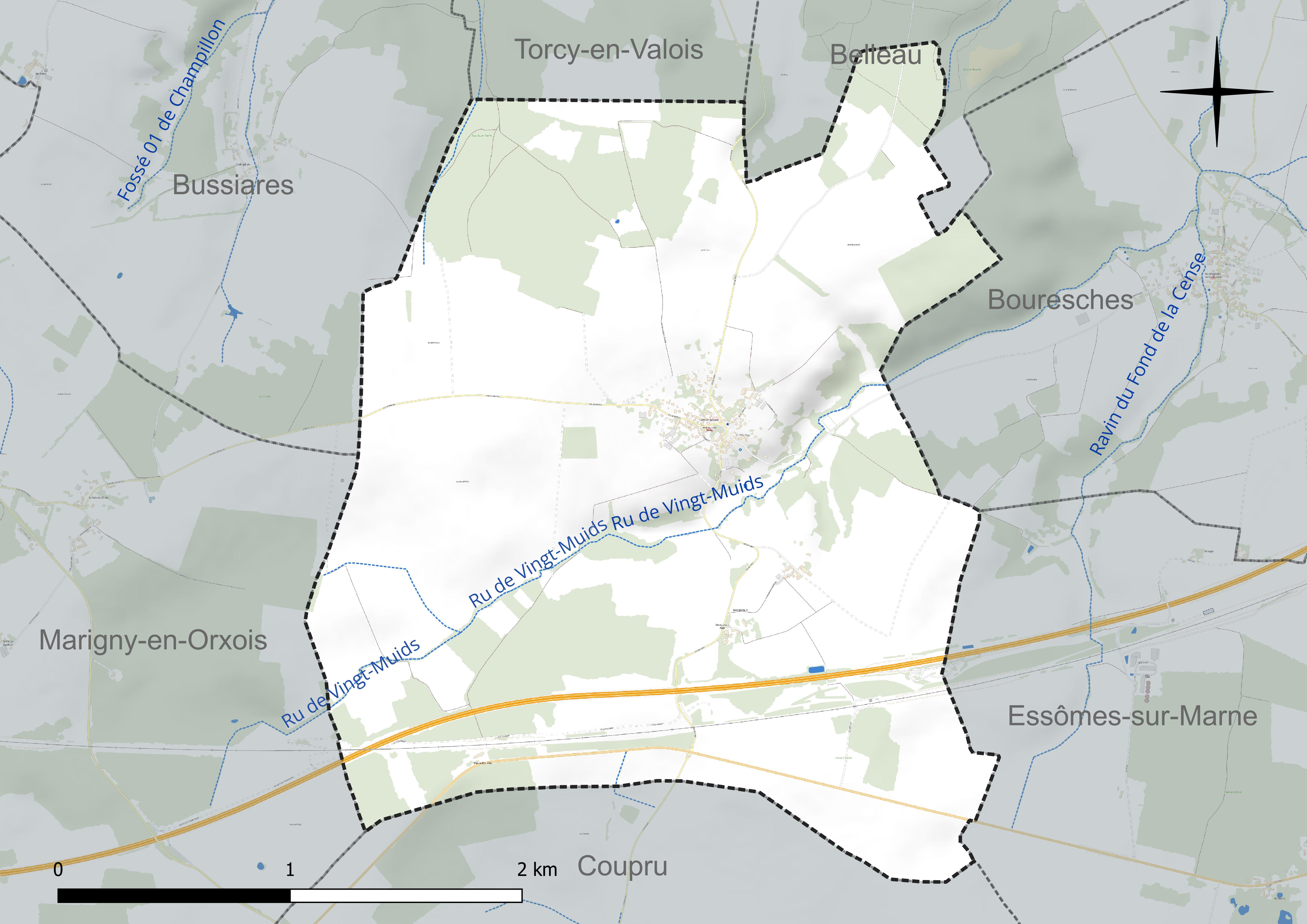
Réseau hydrographique de Lucy-le-Bocage.

### Climat
Pour des articles plus généraux, voir Climat des Hauts-de-France et Climat de l'Aisne.
En 2010, le climat de la commune est de type climat océanique dégradé des plaines du Centre et du Nord, selon une étude du CNRS s'appuyant sur une série de données couvrant la période 1971-2000. En 2020, Météo-France publie une typologie des climats de la France métropolitaine dans laquelle la commune est exposée à un climat océanique altéré et est dans la région climatique Nord-est du bassin Parisien, caractérisée par un ensoleillement médiocre, une pluviométrie moyenne régulièrement répartie au cours de l'année et un hiver froid (3 °C).
Pour la période 1971-2000, la température annuelle moyenne est de 10,5 °C, avec une amplitude thermique annuelle de 15,7 °C. Le cumul annuel moyen de précipitations est de 767 mm, avec 11,9 jours de précipitations en janvier et 8,5 jours en juillet. Pour la période 1991-2020, la température moyenne annuelle observée sur la station météorologique la plus proche, située sur la commune de Blesmes à 13 km à vol d'oiseau, est de 10,6 °C et le cumul annuel moyen de précipitations est de 713,0 mm,. Pour l'avenir, les paramètres climatiques de la commune estimés pour 2050 selon différents scénarios d'émission de gaz à effet de serre sont consultables sur un site dédié publié par Météo-France en novembre 2022.

## Urbanisme

### Typologie
Au 1er janvier 2024, Lucy-le-Bocage est catégorisée commune rurale à habitat dispersé, selon la nouvelle grille communale de densité à 7 niveaux définie par l'Insee en 2022.
Elle est située hors unité urbaine. Par ailleurs la commune fait partie de l'aire d'attraction de Paris, dont elle est une commune de la couronne,.

### Occupation des sols
L'occupation des sols de la commune, telle qu'elle ressort de la base de données européenne d'occupation biophysique des sols Corine Land Cover (CLC), est marquée par l'importance des territoires agricoles (64,9 % en 2018), en diminution par rapport à 1990 (69,3 %). La répartition détaillée en 2018 est la suivante : 
terres arables (60,9 %), forêts (26,4 %), zones industrielles ou commerciales et réseaux de communication (5,4 %), prairies (3,9 %), zones urbanisées (3,3 %).
L'évolution de l'occupation des sols de la commune et de ses infrastructures peut être observée sur les différentes représentations cartographiques du territoire : la carte de Cassini (XVIIIe siècle), la carte d'état-major (1820-1866) et les cartes ou photos aériennes de l'IGN pour la période actuelle (1950 à aujourd'hui).

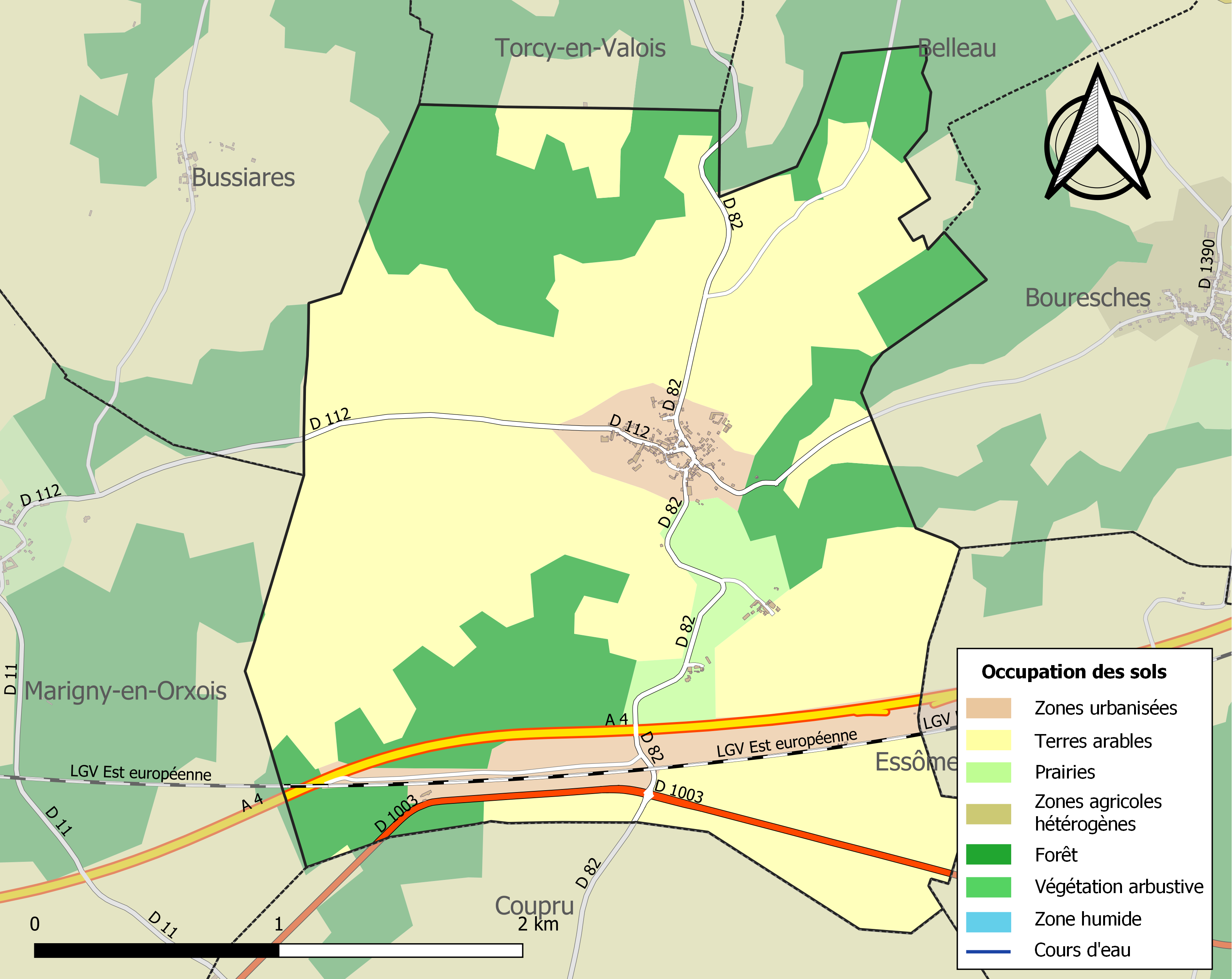
Carte de l'occupation des sols de la commune en 2018 (CLC).

## Toponymie
Le nom de la localité est attesté sous les formes Lussy (1233) ; Lucheyus (1279) ; Lucy (1383) ; Lucy-le-Boquage (1463) ; Lucy-le-Boscage (1475) ; Lucy-le-Bocaige (1479) ; Lussi (1573) ; Lussy-le-Bocage (1700).
On appelle bocage une région rurale où les champs cultivés et les prés sont enclos par des levées de terre ou talus portant des haies et taillis, et des alignements plus ou moins continus d'arbres et arbustes sauvages ou fruitiers. Cette végétation haute de 1 à 20 mètres marque généralement les limites de parcelles qui sont de tailles inégales et de formes différentes. Paysage agraire identitaire, l'habitat bocager y est souvent dispersé sous forme de fermes et de hameaux.

## Politique et administration

### Découpage territorial
La commune de Lucy-le-Bocage est membre de la communauté de communes du Canton de Charly-sur-Marne, un établissement public de coopération intercommunale (EPCI) à fiscalité propre créé le 29 décembre 1995 dont le siège est à Charly-sur-Marne. Ce dernier est par ailleurs membre d'autres groupements intercommunaux.
Sur le plan administratif, elle est rattachée à l'arrondissement de Château-Thierry, au département de l'Aisne et à la région Hauts-de-France. Sur le plan électoral, elle dépend du  canton d'Essômes-sur-Marne pour l'élection des conseillers départementaux, depuis le redécoupage cantonal de 2014 entré en vigueur en 2015, et de la cinquième circonscription de l'Aisne  pour les élections législatives, depuis le dernier découpage électoral de 2010.

### Administration municipale
| Période                                  | Période                       | Identité         | Étiquette | Qualité                                       |
| ---------------------------------------- | ----------------------------- | ---------------- | --------- | --------------------------------------------- |
| Les données manquantes sont à compléter. |                               |                  |           |                                               |
| mars 2001                                | mars 2008                     | Marc Cournee     |           |                                               |
| mars 2008                                | mars 2014                     | Bernadette Camus |           |                                               |
| mars 2014                                | En cours (au 12 juillet 2020) | Chantal Cagnet   | SE        | Fonctionnaire Réélue pour le mandat 2020-2026 |

## Démographie
L'évolution du nombre d'habitants est connue à travers les recensements de la population effectués dans la commune depuis 1793. Pour les communes de moins de 10 000 habitants, une enquête de recensement portant sur toute la population est réalisée tous les cinq ans, les populations de référence des années intermédiaires étant quant à elles estimées par interpolation ou extrapolation. Pour la commune, le premier recensement exhaustif entrant dans le cadre du nouveau dispositif a été réalisé en 2004.

En 2022, la commune comptait 212 habitants, en évolution de +11,58 % par rapport à 2016 (Aisne : −1,97 %, France hors Mayotte : +2,11 %).
| 1793 | 1800 | 1806 | 1821 | 1831 | 1836 | 1841 | 1846 | 1851 |
| ---- | ---- | ---- | ---- | ---- | ---- | ---- | ---- | ---- |
| 297  | 317  | 314  | 311  | 329  | 293  | 312  | 284  | 305  |

| 1856 | 1861 | 1866 | 1872 | 1876 | 1881 | 1886 | 1891 | 1896 |
| ---- | ---- | ---- | ---- | ---- | ---- | ---- | ---- | ---- |
| 284  | 259  | 256  | 232  | 218  | 222  | 215  | 208  | 194  |

| 1901 | 1906 | 1911 | 1921 | 1926 | 1931 | 1936 | 1946 | 1954 |
| ---- | ---- | ---- | ---- | ---- | ---- | ---- | ---- | ---- |
| 177  | 165  | 172  | 142  | 150  | 151  | 152  | 135  | 144  |

| 1962 | 1968 | 1975 | 1982 | 1990 | 1999 | 2004 | 2006 | 2009 |
| ---- | ---- | ---- | ---- | ---- | ---- | ---- | ---- | ---- |
| 154  | 140  | 124  | 132  | 141  | 166  | 176  | 176  | 175  |

| 2014 | 2019 | 2022 | - | - | - | - | - | - |
| ---- | ---- | ---- | - | - | - | - | - | - |
| 192  | 203  | 212  | - | - | - | - | - | - |

## Culture locale et patrimoine

### Lieux et monuments
Village fleuri : deux fleurs attribuées en 2007 par le Conseil des Villes et Villages Fleuris de France au Concours des villes et villages fleuris.
- Église Saint-Remi de Lucy-le-Bocage.

### Héraldique
| Blason de Lucy-le-Bocage | Blason  | Parti d'azur et d'or, à l'arbre au naturel brochant et à quatre épis de blé, tigés et feuillés de sinople, passés en sautoir, brochants en pointe ; au chef vergeté d'azur et d'or de dix-huit pièces. |
| Blason de Lucy-le-Bocage | Détails | Le statut officiel du blason reste à déterminer. |